# Madame (Rapperin)

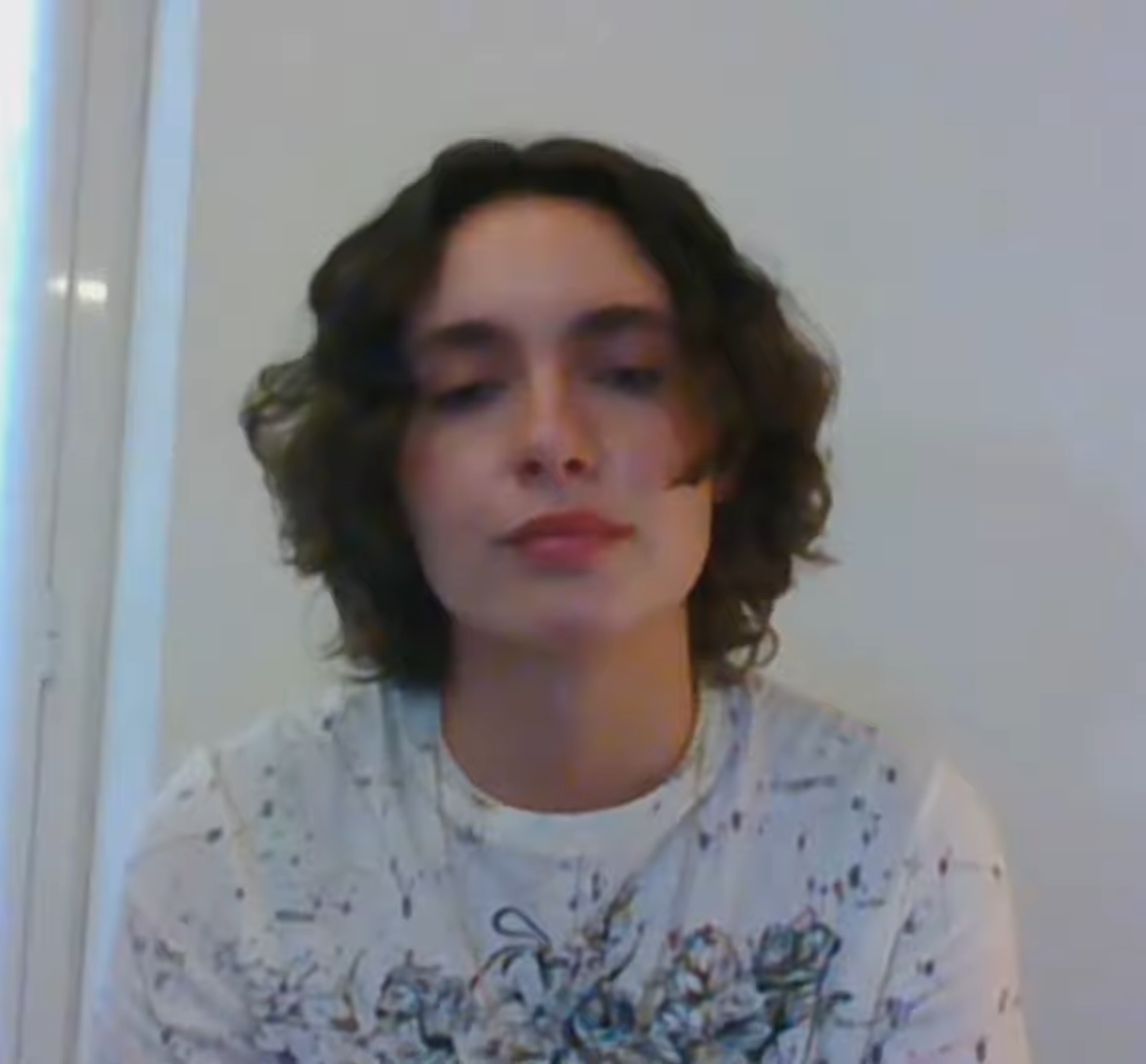
Madame (2021)

Madame (* 16. Januar 2002 in Creazzo, Provinz Vicenza, als Francesca Calearo) ist eine italienische Rapperin.

## Werdegang
Die Rapperin wurde in ihrer Kindheit von der Musik der Cantautori geprägt und lernte selbst Klavier, bis sie sich unter dem Einfluss von Fedez, Emis Killa und Izi dem Rap zuwendete. Mit 16 Jahren erhielt sie einen Plattenvertrag bei Sugar Music von Caterina Caselli. 2018 debütierte sie mit der Single Anna, produziert von Eiemgei. Erstmals größere Bekanntheit erlangte sie Ende des Jahres mit ihrer zweiten Single Sciccherie. Diese wurde 2019 noch einmal populär, als Cristiano Ronaldo das Lied in einem Instagram-Post verwendete.
Bei steigender Popularität arbeitete Madame mit einer Vielzahl anderer Rapper und Produzenten zusammen, darunter Rkomi, Night Skinny, Ensi und Marracash. 2020 veröffentlichte sie die erfolgreichen Singles Baby und Sentimi, produziert von den Crookers. Sie arbeitete außerdem u. a. mit Elodie, Dardust, Negramaro, Ernia und Dani Faiv zusammen. Auf dem Nummer-eins-Mixtape Bloody Vinyl 3 der Machete Empire Records war Madame ebenfalls zu hören. Beim Sanremo-Festival 2021 erreichte sie schließlich mit Voce den achten Platz. Das Lied war ein großer Erfolg und wurde später auch mit einer Targa Tenco als Song des Jahres ausgezeichnet. Anschließend an die Sanremo-Teilnahme erschien das erste Album Madame, das die Chartspitze erreichen konnte. Auf dem Album arbeitete sie u. a. mit Fabri Fibra, Carl Brave, den Pinguini Tattici Nucleari, Guè Pequeno, Gaia und Blanco zusammen.
2022 war Madame in einer Reihe von Gastbeiträgen zu hören und veröffentlichte selbst die Single L’eccezione. Beim Sanremo-Festival 2023 ging sie mit dem Lied Il bene nel male ins Rennen und erreichte den siebten Platz.

## Diskografie

### Alben
| Jahr | Titel Musiklabel        | Höchstplatzierung, Gesamtwochen, AuszeichnungChartplatzierungen (Jahr, Titel, Musiklabel, Platzierungen, Wochen, Auszeichnungen, Anmerkungen) | Höchstplatzierung, Gesamtwochen, AuszeichnungChartplatzierungen (Jahr, Titel, Musiklabel, Platzierungen, Wochen, Auszeichnungen, Anmerkungen) | Anmerkungen                                             |
| Jahr | Titel Musiklabel        | IT | CH | Anmerkungen                                             |
| ---- | ----------------------- | --- | --- | ------------------------------------------------------- |
| 2021 | Madame Sugar Srl (UMG)  | IT1 ×4Vierfachplatin · (118 Wo.)IT | CH38 (1 Wo.)CH | Erstveröffentlichung: 19. März 2021 Verkäufe: + 200.000 |
| 2023 | L’amore Sugar Srl (UMG) | IT1 Platin · (50 Wo.)IT | — | Erstveröffentlichung: 30. März 2023 Verkäufe: + 50.000  |

### Singles
| Jahr | Titel Album                                | Höchstplatzierung, Gesamtwochen, AuszeichnungChartplatzierungen (Jahr, Titel, Album, Platzierungen, Wochen, Auszeichnungen, Anmerkungen) | Höchstplatzierung, Gesamtwochen, AuszeichnungChartplatzierungen (Jahr, Titel, Album, Platzierungen, Wochen, Auszeichnungen, Anmerkungen) | Anmerkungen                                                                                      |
| Jahr | Titel Album                                | IT | CH | Anmerkungen                                                                                      |
| --- | ------------------------------------------ | --- | --- | ------------------------------------------------------------------------------------------------ |
| 2020 | Baby Madame                                | IT36 Platin · (8 Wo.)IT | — | Erstveröffentlichung: 28. Februar 2020 Verkäufe: + 70.000                                        |
| 2020 | Sentimi –                                  | IT25 (2 Wo.)IT | — | Erstveröffentlichung: 24. April 2020                                                             |
| 2020 | Spaccato –                                 | IT38 (1 Wo.)IT | — | Erstveröffentlichung: 14. Mai 2020 mit Don Joe & Dani Faiv                                       |
| 2020 | Clito Madame                               | IT47 (1 Wo.)IT | — | Erstveröffentlichung: 6. November 2020                                                           |
| 2020 | Euforia –                                  | IT89 (1 Wo.)IT | — | Erstveröffentlichung: 18. Dezember 2020 mit Chris Nolan & Tedua feat. Birthh & Aiello            |
| 2021 | Il mio amico Madame                        | IT11 Platin · (16 Wo.)IT | — | Erstveröffentlichung: 15. Januar 2021 Verkäufe: + 70.000; feat. Fabri Fibra                      |
| 2021 | Voce Madame                                | IT2 ×4Vierfachplatin · (29 Wo.)IT | CH92 (1 Wo.)CH | Erstveröffentlichung: 3. März 2021 Verkäufe: + 280.000; Beitrag zum Sanremo-Festival 2021        |
| 2021 | Marea Madame (digital re-Issue)            | IT7 ×3Dreifachplatin · (26 Wo.)IT | — | Erstveröffentlichung: 4. Juni 2021 Verkäufe: + 210.000                                           |
| 2021 | Tu mi hai capito Madame (Digital Re-Issue) | IT2 ×4Vierfachplatin · (32 Wo.)IT | — | Erstveröffentlichung: 3. September 2021 Verkäufe: + 400.000; feat. Sfera Ebbasta                 |
| 2021 | Perso nel buio Sangiovanni (Riedizione)    | IT9 Platin · (12 Wo.)IT | — | Erstveröffentlichung: 12. November 2021 Verkäufe: + 100.000; mit Sangiovanni                     |
| 2022 | L’eccezione –                              | IT28 Platin · (22 Wo.)IT | — | Erstveröffentlichung: 14. April 2022 Verkäufe: + 100.000                                         |
| 2023 | Il bene nel male L’amore                   | IT4 ×3Dreifachplatin · (30 Wo.)IT | CH28 (2 Wo.)CH | Erstveröffentlichung: 9. Februar 2023 Verkäufe: + 300.000; Beitrag für das Sanremo-Festival 2023 |
| 2023 | Aranciata L’amore                          | IT39 Platin · (23 Wo.)IT | — | Erstveröffentlichung: 8. Juni 2023 Verkäufe: + 100.000                                           |
| 2023 | Io ti conosco –                            | IT75 (1 Wo.)IT | — | Erstveröffentlichung: 24. November 2023 mit Gianmaria                                            |
| 2024 | Ho fatto un sogno –                        | IT17 (2 Wo.)IT | — | Erstveröffentlichung: 26. April 2024 mit Tananai & Rose Villain                                  |
| Folgende Lieder erschienen nicht als Single, wurden aber durch das Album zum Download und Streaming bereitgestellt und konnten somit eine Platzierung erlangen: |                                            | | |                                                                                                  |
| |                                            | | |                                                                                                  |
| 2021 | Acqua Obe                                  | IT24 Gold · (2 Wo.)IT | — | Verkäufe: + 50.000; mit Mace & Rkomi                                                             |
| 2021 | Bugie Madame                               | IT15 Platin · (6 Wo.)IT | — | Charteinstieg: 26. März 2021 Verkäufe: + 100.000; feat. Rkomi & Carl Brave                       |
| 2021 | Dimmi ora Madame                           | IT18 (3 Wo.)IT | — | Charteinstieg: 26. März 2021 feat. Guè Pequeno                                                   |
| 2021 | Babaganoush Madame                         | IT21 Gold · (2 Wo.)IT | — | Charteinstieg: 26. März 2021 Verkäufe: + 50.000; feat. Pinguini Tattici Nucleari                 |
| 2021 | Tutti muoiono Madame                       | IT28 Gold · (2 Wo.)IT | — | Charteinstieg: 26. März 2021 Verkäufe: + 50.000; feat. Blanco                                    |
| 2021 | Mood Madame                                | IT30 (1 Wo.)IT | — | Charteinstieg: 26. März 2021 feat. VillaBanks                                                    |
| 2021 | Nuda Madame                                | IT31 (1 Wo.)IT | — | Charteinstieg: 26. März 2021 feat. Ernia                                                         |
| 2021 | Istinto Madame                             | IT34 (1 Wo.)IT | — | Charteinstieg: 26. März 2021                                                                     |
| 2021 | Luna Madame                                | IT35 Gold · (3 Wo.)IT | — | Charteinstieg: 26. März 2021 Verkäufe: + 35.000; feat. Gaia                                      |
| 2021 | Mami papi Madame                           | IT51 (1 Wo.)IT | — | Charteinstieg: 26. März 2021                                                                     |
| 2021 | Amiconi (freestyle) Madame                 | IT54 (1 Wo.)IT | — | Charteinstieg: 26. März 2021                                                                     |
| 2021 | Bamboline boliviane Madame                 | IT57 (1 Wo.)IT | — | Charteinstieg: 26. März 2021                                                                     |
| 2021 | Vergogna Madame                            | IT66 (1 Wo.)IT | — | Charteinstieg: 26. März 2021                                                                     |
| 2023 | Quanto forte ti pensavo L’amore            | IT46 Gold · (3 Wo.)IT | — | Verkäufe: + 50.000                                                                               |

Weitere Singles
- 2018: Sciccherie – Platin (70.000+)
- 2019: 17 – Gold (35.000+)

### Gastbeiträge
| Jahr | Titel Album                              | Höchstplatzierung, Gesamtwochen, AuszeichnungChartplatzierungen (Jahr, Titel, Album, Platzierungen, Wochen, Auszeichnungen, Anmerkungen) | Höchstplatzierung, Gesamtwochen, AuszeichnungChartplatzierungen (Jahr, Titel, Album, Platzierungen, Wochen, Auszeichnungen, Anmerkungen) | Anmerkungen |
| Jahr | Titel Album                              | IT | CH | Anmerkungen |
| --- | ---------------------------------------- | --- | --- | --- |
| 2019 | Fck U Millennium Bug                     | IT89 (1 Wo.)IT | — | Erstveröffentlichung: 29. Mai 2020 Psicologi feat. Madame                                                                |
| 2020 | Defuera –                                | IT33 Platin · (16 Wo.)IT | — | Erstveröffentlichung: 15. Juli 2020 Verkäufe: + 70.000; DRD, Ghali, Marracash feat. Madame                               |
| 2020 | Nuove strade –                           | IT51 (1 Wo.)IT | — | Erstveröffentlichung: 23. September 2020 Nuove strade feat. Ernia, Rkomi, Madame, Gaia, Samurai Jay & Andry the Hitmaker |
| 2020 | Alibi Mentre nessuno guarda              | IT76 (1 Wo.)IT | — | Erstveröffentlichung: 16. Oktober 2020 Mecna feat. Madame                                                                |
| 2021 | La strega del frutteto X2                | IT18 Gold · (5 Wo.)IT | — | Erstveröffentlichung: 5. November 2021 Verkäufe: + 50.000; Sick Luke feat. Chiello & Madame                              |
| 2021 | Mi fiderò Materia (Terra)                | IT12 ×4Vierfachplatin · (49 Wo.)IT | — | Erstveröffentlichung: 31. Dezember 2021 Verkäufe: + 400.000; Marco Mengoni feat. Madame                                  |
| 2022 | Pare Sensazione ultra                    | IT29 ×2Doppelplatin · (29 Wo.)IT | — | Erstveröffentlichung: 15. Juni 2022 Verkäufe: + 200.000; Ghali feat. Madame                                              |
| 2023 | Too Late Outsider                        | IT29 Gold · (5 Wo.)IT | — | Erstveröffentlichung: 13. Oktober 2023 Verkäufe: + 50.000; mit Nitro                                                     |
| Folgende Lieder erschienen nicht als Single, wurden aber durch das Album zum Download und Streaming bereitgestellt und konnten somit eine Platzierung erlangen: |                                          | | | |
| |                                          | | | |
| 2019 | Rosso Mattoni                            | IT26 (2 Wo.)IT | — | Night Skinny feat. Madame & Rkomi                                                                                        |
| 2019 | Madame (L’anima) Persona                 | IT7 ×3Dreifachplatin · (23 Wo.)IT | — | Marracash & Madame Verkäufe: + 300.000                                                                                   |
| 2020 | Fuoriluogo Gemelli                       | IT28 Gold · (2 Wo.)IT | — | Ernia feat. Madame Verkäufe: + 35.000                                                                                    |
| 2020 | Weekend Bloody Vinyl                     | IT6 Platin · (6 Wo.)IT | — | Bloody Vinyl, Slait, Young Miles feat. Lazza, Madame, Massimo Pericolo Verkäufe: + 100.000                               |
| 2020 | Non è vero niente Contatto               | IT74 (1 Wo.)IT | — | Negramaro feat. Madame                                                                                                   |
| 2021 | Airforce Solo tutto                      | IT19 Platin · (3 Wo.)IT | — | Massimo Pericolo feat. Madame Verkäufe: + 100.000                                                                        |
| 2021 | Notte gialla Keta Music Vol. 3           | IT45 Gold · (1 Wo.)IT | — | Emis Killa feat. Madame Verkäufe: + 50.000                                                                               |
| 2022 | Cicatrici Specchio                       | IT52 Platin · (17 Wo.)IT | — | Ariete feat. Madame Verkäufe: + 100.000                                                                                  |
| 2022 | Caos                                     | IT2 ×2Doppelplatin · (18 Wo.)IT | — | Fabri Fibra feat. Lazza & Madame Verkäufe: + 200.000                                                                     |
| 2022 | Qualcosa di grande Dove volano le aquile | IT41 (1 Wo.)IT | — | Luchè feat. Madame |
| 2022 | Mujer Dark Love EP                       | IT46 Gold · (1 Wo.)IT | — | Shiva feat. Madame Verkäufe: + 50.000                                                                                    |
| 2022 | Blessed Botox                            | IT14 Gold · (4 Wo.)IT | — | Night Skinny feat. Ariete, Drast, Madame & Thasup Verkäufe: + 50.000                                                     |
| 2022 | Come mi guardi Botox                     | IT31 Gold · (2 Wo.)IT | — | Night Skinny feat. Bresh, Coez & Madame Verkäufe: + 50.000                                                               |
| 2022 | Così non va Botox                        | IT50 (1 Wo.)IT | — | Night Skinny feat. Bnkr44, Elisa, Gaia, Madame & Rkomi                                                                   |
| 2024 | Hattori Hanzo Radio Sakura               | IT63 (2 Wo.)IT | — | Rose Villain feat. Madame                                                                                                |
| 2024 | Amore cieco Containers                   | IT34 (2 Wo.)IT | — | Night Skinny feat. Madame                                                                                                |

## Belege
1. ↑  Sciccherie: chi è la cantante Madame? Canzoni, età ed Instagram. In: L'Occhio. 4. Dezember 2020, abgerufen am 20. Februar 2022 (italienisch).
2. ↑  Alessandro Asperti: Madame: 17 anni di puro stile. Radio Bicocca, 5. Juli 2019, abgerufen am 17. Dezember 2020 (italienisch).
3. ↑  Cristiano Ronaldo ascolta 'Sciccherie' di Madame: la reazione della giovane cantante. Radio Deejay, 6. August 2019, abgerufen am 17. Dezember 2020 (italienisch).
4. 1 2 3  Chartquellen: IT CH
5. 1 2 3  Auszeichnungen für Musikverkäufe: IT

| Personendaten    | Personendaten                    |
| ---------------- | -------------------------------- |
| NAME             | Madame                           |
| ALTERNATIVNAMEN  | Calearo, Francesca (Geburtsname) |
| KURZBESCHREIBUNG | italienische Rapperin            |
| GEBURTSDATUM     | 16. Januar 2002                  |
| GEBURTSORT       | Creazzo, Provinz Vicenza         |